# Nowe srebro

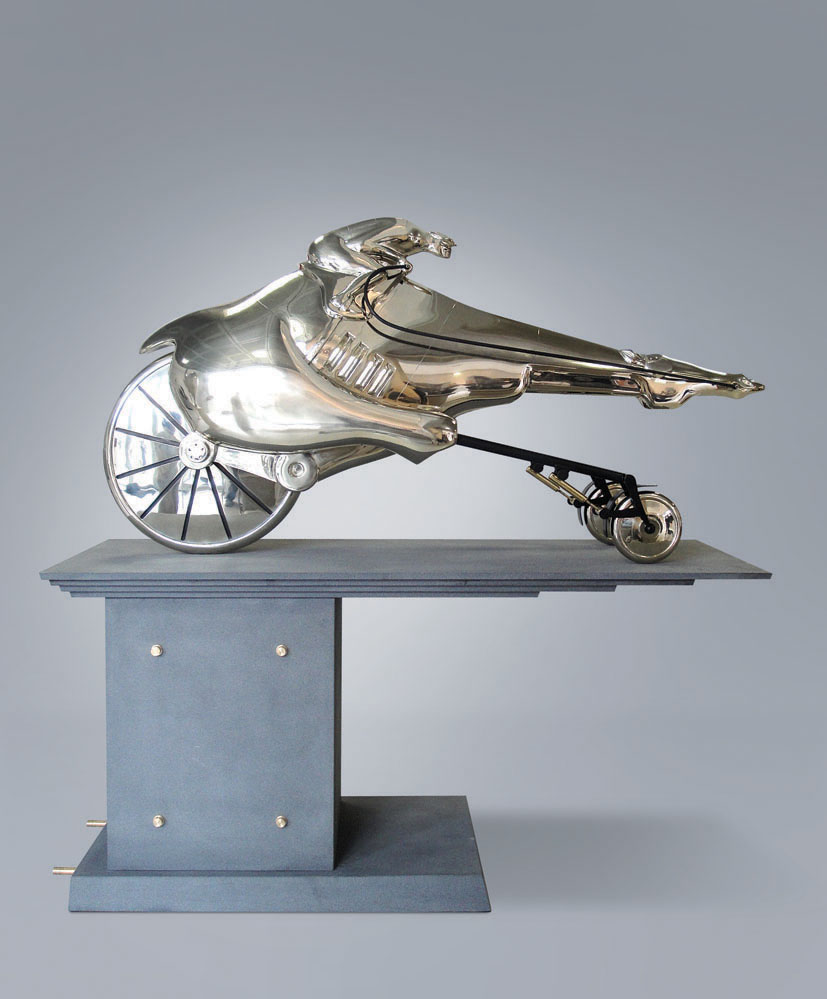
Rzeźba wykonana z nowego srebra

Nowe srebro (wg Polskiej Normy: mosiądz wysokoniklowy; inne nazwy: argentan, pakfong, melchior, alpaka, alfenid, arfenil, neusilber, chińskie srebro, metal Christoflego i inne) – srebrzystobiały stop metali zawierający 40–70% miedzi, 10–20% niklu i 5–40% cynku. Gęstość 8,4–8,7 g/cm³. Nowe srebro wynaleziono w Chinach. Stało się znane w Europie po sprowadzeniu go przez składy handlowe. Wbrew swojej nazwie zwyczajowej nie zawiera on srebra, jednak z wyglądu przypomina ten metal. Służy do wyrobu ozdób, sztućców, sprzętu medycznego, instrumentów muzycznych, rozmaitych przyborów itp., a także drutów oporowych.
W Polsce stosowane jest kilka stopów zaliczanych do mosiądzów wysokoniklowych różniących się składem:
- MZN12 – Cu: 62–66%, Ni: 11–13%, Mn: 0–0,5%, Zn: 20–27%
- MZN15 – Cu: 62–66%, Ni: 13,5–15,5%, Mn: 0–0,5%, Zn: 18–24%
- MZN18 – Cu: 53–56%, Ni: 17–19%, Mn: 0–0,5%, Zn: 25–30%
- MZ20N18 – Cu: 60–64%, Ni: 17–19%, Mn: 0–0,5%, Zn: 16–23%